# طابع مالطا عشرة شلن أسود للقديس بول

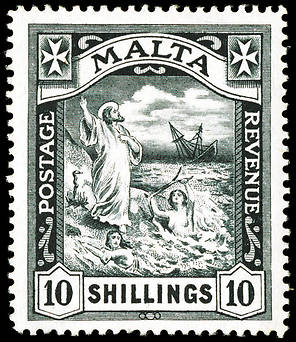
10/- حطام سفينة القديس بولس

طابع سفينة حطام سفينة سانت بول 10/- الأسود هو طابع بريدي وإداري أصدرته مستعمرة التاج في مالطا في 6 مارس 1919، ويعتبر بشكل عام الطابع الأكثر ندرة والأغلى في البلاد. إنه إصدار نادر لأنهم قاموا بطباعة كمية محدودة للغاية من الطوابع الصادرة عام 1530، وقام مكتب البريد بإصدارها عن طريق الخطأ قبل الأوان.
قامت شركة دي لا رو بطباعة الطابع في عام 1913، وكان تصميمه يعتمد على طابع بريدي صدر عام 1899 والذي يصور نفس المشهد ولكنه يحمل نقوشًا مختلفة حول الإطار. أصدرت إعادة طباعة للتصميم لعام 1919 في عام 1922 مع علامة مائية مختلفة، وكانت هذه العلامة أكثر عددًا مما أدى إلى عدم ندرة الطابع مثل الإصدار السابق.

## الخلفية والتصميم
في 4 فبراير 1899 أصدرت مالطا مجموعة من أربعة طوابع بريدية مميزة تظهر مشاهد مصورة. وكانت هذه أول مجموعة من طوابع مالطا التي لم تظهر عليها صورة الملكة البريطانية الحاكمة (الملكة فيكتوريا آنذاك). وكانت أعلى فئة في المجموعة هي 10/-، والتي تصور حطام سفينة الرسول بولس في مالطا كما هو موصوف في أعمال الرسل. حيث قاموا بتعديل التصميم من نقش للفنان الفرنسي غوستاف دوريه، والذي يظهر القديس بولس واقفا على الأرض بينما الناجين الآخرين من حطام السفينة في البحر يحاولون الوصول إلى الشاطئ. كما تظهر السفينة الغارقة في الأفق.

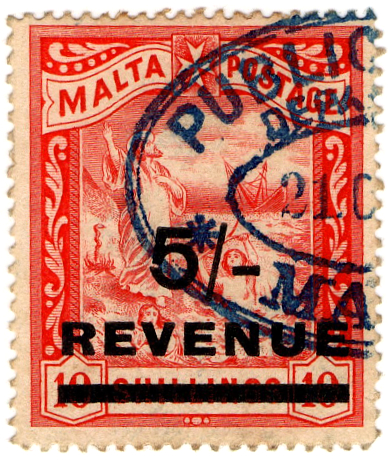
طباعة خاصة للتصميم الصادر عام 1899 باللون الأحمر، وطبع كطابع إيرادات بقيمة 5 شلنات في عام 1908

أصدر طابع البريد لعام 1899 لأغراض بريدية فقط وقد نقش عليه في الأعلى "بريد مالطا". وفي أواخر عام 1901 قاموا بطباعة "REVENUE" على هذا الطابع لاستخدامه كطابع إيرادات، وأصدرت هذه النسخة المطبوعة في مالطا حوالي عام 1902. أما في عام 1908 فقد طُبعت طبعة خاصة للطابع باللون الأحمر وفُرضت رسوم إضافية؛ لاستخدامه كطابع إيرادات بقيمة 5 شلن. وأدى تغيير في الإجراءات إلى أن تصبح طوابع البريد صالحة للاستخدام المالي (الإيرادات) في 1 أبريل 1913، وقاموا بإيقاف إصدارات الإيرادات المنفصلة في هذه المرحلة. لذلك أستخدم الطابع البريدي غير المطبوع الصادر عام 1899 لأغراض بريدية ومالية بعد عام 1913.

## إصدار 1919
في عامي 1912 و1913 قاموا بوضع خطط لتحديث تصميم عام 1899 ليعكس الوضع الجديد حيث أصبحت الطوابع صالحة للاستخدام البريدي والمالي على حد سواء. حيث أعد تصميم مُستبدل فيه نص "بريد مالطا" في الجزء العلوي بكلمة "مالطا"، في حين وُضعت النقوش "البريد" و"الإيرادات" على الحدود اليسرى واليمنى للتصميم. وظل الشكل المركزي الذي يصور حطام السفينة والقيمة الإسمية في الأسفل دون تغيير.
بدأت طباعة الطابع بالتصميم المنقح في أكتوبر 1913 وقاموا بطباعة كمية محدودة من 1530 طابعًا (تتكون من 51 ورقة تحتوي كل منها على 30 طابعًا) وتم إرسالها إلى مالطا. كما كان مكتب البريد يخطط لإصدار هذا الطابع بعد نفاد مخزون إصدار عام 1899 ولكن أُصدر الطابع عن طريق الخطأ قبل الأوان في مكتب بريد فاليتا في 6 مارس 1919. وقام الموثقين بشراء العديد من الطوابع واستخدموها لأغراض مالية، وبيعت الطوابع في غضون يومين.

## الإصدارات اللاحقة
أُصدرت طبعة جديدة من الطابع في 19 يناير 1922، وهي مطابقة لإصدار عام 1919 ولكنها تحتوي على علامة مائية مختلفة. حيث قاموا بإصدار كمية أكبر وهذه الطوابع قيمتها أقل بكثير من الإصدار النادر.
حصلت مالطا على شكل محدود من الحكم الذاتي في عام 1921، ولإحياء ذكرى هذا قاموا بطباعة عبارة "الحكم الذاتي" قطريًا على المخزونات الموجودة من الطوابع في مكتب الطباعة الحكومي في فاليتا. وطبعت نسختي عامي 1899 و1922 من طابع حطام سفينة القديس بول وقاموا بإصدارهما في 12 يناير و9 مارس 1922 على التوالي. لم يُطبع الطابع البريدي الصادر عام 1919.

## التفاصيل الفنية
قامت شركة دي لا رو في لندن بطباعة جميع طوابع حطام سفينة القديس بول الصادرة بين عامي 1899 و1922. إن العلامة المائية المستخدمة في الإصدار النادر لعام 1919 تُعرف باسم Multiple Crown CA "تاج متعدد سي إيه"؛ لأنها تتكون من الأحرف "سي إيه" (التي تشير إلى كراون إيجنت) أسفل تصوير للتاج مرتبة عدة مرات بجانب بعضها البعض. وتحتوي إصدارات 1899 و1922 على علامات مائية مختلفة، والتي تُعرف باسم كراون سي سي و ملتيبل سكريبت سي إيه على التوالي. يتكون الأول من تاج فوق الحروف "سي سي" في حين أن الأخير يشبه العلامة المائية سي إيه ذات التاج المتعدد ولكن بتصميم مختلف للتاج والحروف التي تحتوي على خط نصي.
كانت طوابع عامي 1919 و1922 مثقوبة بمشط قياس 13.75. وكانت ثقوب طوابع عام 1899 بنفس القياس ولكنها كانت مثقبة بالخطوط.
يوضح الجدول أدناه جميع إصدارات تصميم حطام سفينة القديس بول على طوابع البريد أو الإيرادات أو الطوابع ذات الغرض المزدوج في مالطا بين عامي 1899 و1922:
| الفئة        | اللون     | سريان المفعول                                      | التفاصيل | علامة مائية         | تاريخ الإصدار     |
| ------------ | --------- | -------------------------------------------------- | --- | ------------------- | ----------------- |
| 10/-         | أزرق-أسود | البريد (قبل 1913) البريد والإيرادات (بعد عام 1913) | الإصدار الأصلي مكتوب عليه "MALTA POSTAGE"                                                                          | كراون سي سي         | 4 فبراير 1899     |
| 10/-         | أزرق-أسود | الإيرادات                                          | إصدار 1899 (منقوش عليه "MALTA POSTAGE") مطبوع عليه عبارة "REVENUE" باللون الأسود                                   | كراون سي سي         | ق. أوائل عام 1902 |
| 5/- على 10/- | قرمزي     | الإيرادات                                          | طباعة خاصة (منقوش عليها "MALTA POSTAGE") مطبوعة فوقها عبارة "5/- REVENUE"باللون الأسود                             | كراون سي إيه متعدد  | ق. يوليو 1908     |
| 10/-         | أسود      | البريد والإيرادات                                  | مكتوب عليها "إيرادات البريد في مالطا"                                                                              | كراون سي إيه متعدد  | 6 مارس 1919       |
| 10/-         | أزرق-أسود | البريد والإيرادات                                  | إصدار 1899 (منقوش عليه "MALTA POSTAGE") مطبوع عليه عبارة "الحكومة الذاتية" باللون الأحمر                           | كراون سي سي         | 12 يناير 1922     |
| 10/-         | أسود      | البريد والإيرادات                                  | مكتوب عليها "MALTA POSTAGE REVENUE"                                                                                | سكريبت متعدد سي إيه | 19 يناير 1922     |
| 10/-         | أسود      | البريد والإيرادات                                  | إصدار عام 1922 (مكتوب عليه "إيرادات بريد مالطا") مطبوع فوقه عبارة "الحكومة الذاتية""SELF-GOVERNMENT" باللون الأحمر | سكريبت متعدد سي إيه | 9 مارس 1922       |

## البيع والتجميع
ونتيجة لقلة الكمية المطبوعة نفدت مخزونات طوابع عام 1919 قبل أن يتمكن العديد من هواة جمع الطوابع من شرائها. وكان من المتوقع أن تعاد طباعة الطابع، وفي البداية لم يقومو ببيع الطابع بأكثر من قيمته الإسمية. وعندما قاموا بإصدار إعادة الطباعة في عام 1922 وكانت تحمل علامة مائية مختلفة، أصبح طابع عام 1919 مطلوبًا بشدة لأنه كان يُنظر إليه على أنه طابع مختلف عن إعادة الطباعة الأكثر عددًا لعام 1922.
اليوم يعتبر طابع الـ10 شلن لعام 1919 عمومًا أندر وأغلى طابع في مالطا. حيث تبلغ قيمة النسخ المستعملة عن طريق البريد أكثر من النسخ المطبوعة، واعتبارًا من عام 2015 قاموا بتصنيفها بسعر 3250 جنيهًا إسترلينيًا مطبوعة و4500 جنيه إسترليني مستخدمة في كتالوج ستانلي جيبونز. أما الطوابع التي تحمل عينة مطبوعة أو تلك التي أُستخدمت ماليًا فتكون قيمتها أقل من هذه الأسعار.
كما أن الطوابع الأخرى بقيمة 10 شلن والتي صدرت بين عامي 1899 و1922 مطلوبة أيضًا من قبل هواة الجمع، ولكنها أقل تكلفة بكثير من إصدار عام 1919. واعتبارًا من عام 2015 تراوحت أسعار الكتالوج لهذه الطوابع بين 65 جنيهًا إسترلينيًا و800 جنيه إسترليني في كتالوج ستانلي جيبونز.

## إرث
وبعيدًا عن إصدارات الفترة من 1899 إلى 1922 ظهر القديس بول على العديد من الطوابع الأخرى في مالطا الصادرة خلال القرن العشرين، وكانت جميع المجموعات النهائية الصادرة بين عامي 1927 و1956 تحتوي على طابع بقيمة 10 شلن يصور تمثالًا للقديس. ولذلك ظهر القديس على جميع طوابع مالطا فئة 10 شلن باستثناء إصدار ميليتا لعام 1922-1926 والإصدار النهائي لعام 1965 (حيث قاموا بتصويره على طابع بقيمة 1 جنيه إسترليني) وبعض طوابع الإيرادات.
ظهرت فئة الـ10 شلنات لعام 1919 كطابع على طابع بريد في إصدار احتفالي بالذكرى الخامسة والعشرين لجمعية مالطا لهواة جمع الطوابع في 6 مارس 1991. ثم أصدرت هيئة البريد في مالطا طابعًا بريديًا خاصًا لإحياء ذكرى مرور المائة عام على إصدار الطابع في 6 مارس 2019. استُخدم ختم البريد هذا في مكتب بريد فيكتوريا بجوزو ، وصنع بمبادرة من جمعية غوزو للطوابع البريدية والتي أنتجت أيضًا بطاقات بريدية تذكارية لهذه الذكرى.

## الملاحظات
1. ↑  هناك بعض الطوابع التي تحتوي على أخطاء وهي أكثر ندرة وأكثر تكلفة من طابع حطام سفينة القديس بولس لعام 1919، ولكن الأخير هو أغلى إصدار بين الطوابع العادية.[1]

## قراءة إضافية
- The 1899–1922 Pictorials – Study Paper 32. Malta Study Circle. 1972.